# Пособешти (Бузау)
Пособешти (рум. Posobești) насеље је у Румунији у округу Бузау у општини Одаиле. Oпштина се налази на надморској висини од 416 m.

## Становништво
Према подацима из 2002. године у насељу је живело 50 становника, од којих су сви румунске националности.